# 斛律倍侯利
斛律倍侯利（？—？），高车斛律部人。

## 生平
天兴五年（402年），柔然首领社仑被北魏击败后，收拾残余部落，迁徙到大漠的北方，侵入高车境内。斛律部部帅斛律倍侯利认为社仑是祸患，说:“社仑刚收集残部，缺兵少马，很容易对付。”斛律倍侯利于是率领部下乘其不备进攻，进入柔然的部落。高车人好利，全不顾忌后患，分占柔然的帐篷，占有柔然的妇女，自己则安稳的睡卧不起。社仑登上高处看见情况，就召集逃散的部下一千人，趁着天亮的时候偷袭进去掩杀，高车人逃走的只有十分之二到十分十三。斛律倍侯利于是去投奔北魏，出任大羽真，获赐爵孟都公。斛律倍侯利性格质朴直爽，勇健过人，打仗起来舞戈陷陈，不同于一般人。北方人害怕婴儿啼哭，就吓唬说：“倍侯利来了”，婴儿就会停止哭泣。少女歌唱说：“想要寻找好的丈夫，应当如同倍侯利。”斛律倍侯利就是如此让人敬服。斛律倍侯利擅长用五十根蓍草占卜吉凶，每次占卜都很灵，所以得到魏道武帝拓跋珪的宠爱，获得的赏赐很丰厚，魏道武帝又命令斛律倍侯利的小儿子斛律曷堂做内侍。等到斛律倍侯利去世，魏道武帝哀悼惋惜，以北魏的礼节为斛律倍侯利下葬，谥号忠壮王。

## 子女
- 斛律幡地斤，殿中尚书[5][6]
- 斛律曷堂

## 其他
太原晋祠青阳河村东面发现了一块东魏斛律氏的墓碑，碑额是《□□使持节（都）督定瀛沧三州诸军事定州刺史司空公之碑》，造碑时间是东魏元象二年，碑文已经严重漫漶，其中追述“六世祖”的事情，提到于北魏曾“除卫大将军、羽真、尚书”，山西省北朝研究中心主任张庆捷教授认为这块碑的碑主是斛律那瑰，这个六世祖就是斛律倍侯利，但与《北齐书》、《北史》记载的高祖有辈分差异。